# Wahnesia simplex
Wahnesia simplex – gatunek ważki z rodziny Argiolestidae. Owad ten jest endemitem indonezyjskiej prowincji Papua.
Gatunek znany jest tylko z okazów typowych – 20 samców i 2 samic, odłowionych w 1939 roku na czterech stanowiskach w dorzeczu rzeki Taritatu (dawniej Idenburg River) w indonezyjskiej części Nowej Gwinei.